# 138.ª Brigada Mixta (Ejército Popular de la República)
La 138.ª Brigada Mixta fue una unidad del Ejército Popular de la República que tomó parte en la Guerra Civil Española.

## Historial
La unidad fue creada en mayo de 1937 a partir de elementos de la 2.ª División del «Ejército de Cataluña», quedando bajo el mando del teniente coronel de la Guardia Civil Mauricio García Ezcurra. La brigada fue asignada a la 33.ª División, dirigiéndose inicialmente al frente de Andalucía y, posteriormente, al frente de Guadalajara, donde pasó el resto de la contienda.
Entre el 5 y el 7 de abril de 1938 tomó parte en los combates que se desarrollaron en el llamado «Vértice Cerro», en la provincia de Cuenca, haciendo frente a catorce asaltos enemigos contra sus posiciones que dejaron gravemente dañada a la brigada. Unos meses después, en agosto, la 138.ª BM tomó parte en diversas acciones que se desarrollaron en los Montes Universales.
Durante el resto de la contienda no participó en operaciones militares de relevancia.

## Mandos
Comandantes
- Teniente coronel de la Guardia Civil Mauricio García Ezcurra;[3]
- Mayor de milicias Ramón Pastor Llorens;
- Comandante de infantería José Ramos Chiva;
- Mayor de milicias José Ramón Poveda;
- Mayor de milicias Gabriel Carbajal Alcaide;

Comisarios
- Modesto Cubas Perna, de la CNT;[4]

Jefes de Estado Mayor
- comandante de infantería Daniel Porras Gil;
- teniente de milicias Antonio García Manchón;